# 노동 시장
노동시장 (勞働市場) 은 노동력을 상품으로서 수요와 공급을 둘러싼 거래가 행해지는 시장이다. 노동시장의 존재는 자본주의의 특징 중 하나이다.
일반적인 재화가 시장에서 수요와 공급의 균형을 이루듯이, 노동력의 수요와 공급도 균형이 이루어지는데 이러한 시장을 노동시장이라 한다.
하지만 상품의 판매는 판매자가 그 상품을 건네주는 것으로 간단히 끝나는 반면, 노동력의 판매는 판매자가 생산현장에서 투입되어 노동을 하게 된다는 점이 다르다.
즉, 판매자인 노동자와 판매의 대상인 노동력이 분리되지 않는 특성이 있다.

## 같이 보기
- 노동경제학
- 노동시장 유연성